# Don't Look Back in Anger
«Don't Look Back in Anger» es una canción de la banda de rock inglesa Oasis, escrita por el guitarrista principal de dicha banda, Noel Gallagher. Lanzada a la venta como quinto sencillo de su segundo álbum (What's the Story) Morning Glory?, logró ser la segunda en alcanzar el número uno en las listas de éxito de Reino Unido, tras «Some Might Say».
La canción se ha convertido en una de las favoritas en las actuaciones que Oasis tenía en conciertos y eventos, así como entre los fanes.
La canción ha sido usada en una enorme cantidad de programas de televisión - quizás la más notablemente fue cuando sonó al final de los créditos de un episodio final de Our Friends in the North en marzo de 1996, una serie dramática de la BBC Two.
En una entrevista de radio en el 2006 Liam Gallagher dijo que él fue quien tuvo la idea de la parte "so Sally can wait". Noel lo confirmó en el Bonus DVD titulado "Lock the Box", creado junto al álbum retrospectivo "Stop the Clocks". En la entrevista con Colin Murray, Noel admite, "I was doing it in the sound check and the so Sally bit, I wasn't singing that...and he [Liam] says, 'Are you singing so Sally can wait?' and I said, 'No.' and he said, 'Well you should do.'" ("Yo lo estaba haciendo en la prueba de sonido de la parte de Sally, y no estaba cantando eso... y él [Liam] me dice, '¿Estás cantando 'por eso Sally puede esperar'?', y yo le dije, 'No.' y él me dijo, 'Pues deberías' ")
En el 2006 en una encuesta hecha por la revista Q "Don't Look Back in Anger" quedó en el puesto 20 de las mejores canciones de todos los tiempos. La New Musical Express la puso en el puesto 14 de las 50 mejores canciones indie de la historia. La revista XFM la puso en el segundo puesto de las 100 mejores canciones británicas de la historia, detrás de Live Forever (N.º 1) y antes que Wonderwall (N.º 3), también canciones de Oasis.
La canción fue incluida en el disco recopilatorio Stop the Clocks (2006) y en Time Flies… 1994–2009 (2010).

## Vídeo musical
El vídeo de la canción, dirigido por Nigel Dick, cuenta con Patrick Macnee, el actor que interpretó a John Steed en la década de 1960 la serie de televisión Los vengadores, al parecer, uno de los favoritos de la banda. El vídeo se grabó en Pasadena, California. En este está Noel Gallagher en la voz. También, su versión de estudio fue grabada por Noel Gallagher en voz y guitarra, Paul Arthurs y Paul McGuigan en el bajo eléctrico y Alan White en la batería. Mientras se filmaba el vídeo, el baterista Alan White se reunió con su futura esposa Liz Atkins. Se casaron el 13 de agosto de 1997 en Studley Priory Hotel, Oxfordshire, pero más tarde se divorciaron.

## Lista de canciones
Sencillo en CD (CRESCD 221), Casete Australia (662725 8)

| N.º   | Título                                     | Duración |  |
| 1.    | «Don't Look Back in Anger»                 | 4:48     |  |
| 2.    | «Step Out (cooescritura por Steve Wonder)» | 3:40     |  |
| 3.    | «Underneath the Sky»                       | 3:20     |  |
| 4.    | «Cum On Feel the Noize (cover de Slade)»   | 5:09     |  |
| 16:57 |                                            |          |  |

Vinilo de 12" (CRE 221T)

| N.º   | Título                     | Duración |  |
| 1.    | «Don't Look Back in Anger» | 4:48     |  |
| 2.    | «Step Out»                 | 3:40     |  |
| 3.    | «Underneath the Sky»       | 3:20     |  |
| 11:48 |                            |          |  |

Vinilo de 7" (CRE 221), Sencillo en CD cardsleeve (HES 662725 1), Casete (CRECS 221)

| N.º  | Título                     | Duración |  |
| 1.   | «Don't Look Back in Anger» | 4:48     |  |
| 2.   | «Step Out»                 | 3:40     |  |
| 8:28 |                            |          |  |

Sencillo en CD Estados Unidos (34K 78356), Casete Estados Unidos (34T 78356)

| N.º  | Título                     | Duración |  |
| 1.   | «Don't Look Back in Anger» | 4:48     |  |
| 2.   | «Cum On Feel the Noize»    | 5:09     |  |
| 9:57 |                            |          |  |

CD promocional Europa (SAMP 3093)

| N.º  | Título                                  | Duración |  |
| 1.   | «Don't Look Back in Anger» (Radio Edit) | 4:11     |  |
| 4:11 |                                         |          |  |

CD promocional en los Estados Unidos (ESK 8024)

| N.º  | Título                                     | Duración |  |
| 1.   | «Don't Look Back in Anger» (Álbum Versión) | 4:48     |  |
| 4:48 |                                            |          |  |

## Posicionamiento en listas
| Listas (1995–1996)                    | Posición |
| ------------------------------------- | -------- |
| Alemania (Offizielle Deutsche Charts) | 57       |
| Australia (ARIA)                      | 19       |
| Bélgica (Valonia) (Ultratop 50)       | 35       |
| Canadá (RPM Top Singles)              | 24       |
| Canadá (RPM Rock/Alternative)         | 2        |
| Estados Unidos (Billboard Hot 100)    | 55       |
| Estados Unidos (Alternative Airplay)  | 10       |
| Estados Unidos (Radio Songs)          | 41       |
| Finlandia (OFC)                       | 3        |
| Francia (SNEP)                        | 24       |
| Irlanda (IRMA)                        | 1        |
| Nueva Zelanda (Recorded Music NZ)     | 20       |
| Noruega (VG-lista)                    | 19       |
| Países Bajos (Mega Single Top 100)    | 30       |
| Polonia (ZPAV)                        | 15       |
| Reino Unido (UK Singles Chart)        | 1        |
| Suecia (Sverigetopplistan)            | 2        |
| Suiza (Schweizer Hitparade)           | 27       |

### Certificaciones
| País        | Organismo certificador | Certificación | Ventas    |
| ----------- | ---------------------- | ------------- | --------- |
| Reino Unido | BPI                    | 2× Platino    | 1 200 000 |

## En la cultura popular
Oasis se formó en Mánchester en 1991. Así, sus ciudadanos utilizaron la canción como tributo a las víctimas del atentado terrorista del 22 de mayo de 2017 en el Manchester Arena que se produjo durante un concierto de Ariana Grande y que dejó 22 muertos.
La canción fue interpretada por estudiantes de la escuela de música Manchester's Chetham’s el 23 de mayo y, de forma espontánea, el día 25 al ser cantada por la multitud concentrada en el centro de la ciudad tras el minuto de silencio en honor a las víctimas. La mujer que arrancó a cantar declaró al periódico británico The Guardian «amo a Manchester y Oasis es parte de mi infancia. Don’t Look Back in Anger es una canción que habla precisamente de que no podemos mirar hacia atrás en torno a lo sucedido. Debemos mirar cara al futuro». Estos hechos colocaron de nuevo al himno en la cabeza de las listas musicales, junto al tema «One Last Time» de Ariana Grande, que fue #1 en la lista de sencillos de iTunes el día 26 de mayo. El 27 volvió a interpretarse la canción, a modo de tributo, ante una audiencia de 50 000 personas en una actuación de The Courteeners en Mánchester.
Liam Gallagher respondió al atentado en Twitter. «En shock total y totalmente devastado con lo acontecido en Manchester... Todo mi amor y mi luz a las familias que se han visto involucradas». 
El cantante de Coldplay, Chris Martin, y la cantante estadounidense, Ariana Grande, interpretaron de nuevo la canción en el concierto en honor a las víctimas One Love Manchester, el 4 de junio de 2017, que también contó con Liam Gallagher quien interpretó «Rock N' Roll Star», «Wall of Glass» y «Live Forever» a dueto con Martin.
| Predecesor: "Spaceman" de Babylon Zoo | UK Singles Chart - Sencillo n.º 1 25 de febrero de 1996 - 2 de marzo de 1996 | Sucesor: "How Deep Is Your Love" de Take That |